# Зевой (комуна)
Зевой (рум. Zăvoi) — комуна у повіті Караш-Северін в Румунії. До складу комуни входять такі села (дані про населення за 2002 рік):
- 23 Аугуст (621 особа)
- Валя-Бістрей (412 осіб)
- Войслова (623 особи)
- Зевой (717 осіб)
- Мегура (550 осіб)
- Меру (1009 осіб)
- Пояна-Мерулуй (411 осіб)

Комуна розташована на відстані 313 км на північний захід від Бухареста, 47 км на північний схід від Решиці, 96 км на схід від Тімішоари.

## Населення
За даними перепису населення 2002 року у комуні проживали 4343 особи.
Національний склад населення комуни:
| Національність | Кількість осіб | Відсоток |
| -------------- | -------------- | -------- |
| румуни         | 4235           | 97,5%    |
| угорці         | 47             | 1,1%     |
| цигани         | 44             | 1,0%     |
| німці          | 14             | 0,3%     |
| українці       | 1              | < 0,1%   |
| серби          | 1              | < 0,1%   |
| італійці       | 1              | < 0,1%   |

Рідною мовою назвали:
| Мова       | Кількість осіб | Відсоток |
| ---------- | -------------- | -------- |
| румунська  | 4276           | 98,5%    |
| угорська   | 40             | 0,9%     |
| циганська  | 18             | 0,4%     |
| німецька   | 7              | 0,2%     |
| українська | 1              | < 0,1%   |
| італійська | 1              | < 0,1%   |

Склад населення комуни за віросповіданням:
| Релігія                             | Кількість осіб | Відсоток |
| ----------------------------------- | -------------- | -------- |
| православні                         | 3781           | 87,1%    |
| п'ятдесятники                       | 331            | 7,6%     |
| баптисти                            | 103            | 2,4%     |
| римо-католики                       | 72             | 1,7%     |
| бретрени                            | 16             | 0,4%     |
| адвентисти                          | 12             | 0,3%     |
| греко-католики                      | 11             | 0,3%     |
| реформати                           | 9              | 0,2%     |
| не релігійні                        | 2              | < 0,1%   |
| лютерани (Аугсбурзького сповідання) | 1              | < 0,1%   |
| атеїсти                             | 1              | < 0,1%   |
| не вказали релігію                  | 2              | < 0,1%   |